# Jelena Janković
Jelena Janković (serbiska-kyrilliska Јелена Јанковић), född 28 februari 1985 i Belgrad i Jugoslavien, är en serbisk tennisspelare. 2008 var hon rankad som världsetta i singel. Hon har nått final i US Open och semifinal i Grand Slam-turneringar vid fyra andra tillfällen. 2007 vann hon mixed dubbel i Wimbledon i par med Jamie Murray. Hon spelade sin senaste internationella turnering i augusti 2017. Hon genomgick operation för ryggproblem 2017 och 2018 och missade därför säsongen 2018 och 2019. I en intervju 2020 uppgav Janković att hon är återställd men att hennes återkomst till WTA-touren är osäker.

## Tenniskarriären
Jelena Janković blev professionell spelare 2000.

### 2000–2006
Janković deltog i det serbiska Fed Cup-laget 2001-2005 och spelade totalt 17 matcher av vilka hon vann 11.
Janković vann 2003 sin första professionella singeltitel (ITF/Dubai). Året därpå, 2004 vann hon sin första titel på WTA-touren i Budapest (Budapest Grand Prix) genom finalseger över Martina Sucha (7-6, 6-3). Säsongen 2005 nådde hon tre singelfinaler på touren, vilka hon dock förlorade. 
År 2006 nådde Jankovic kvartsfinalen i Italienska öppna, där hon förlorade mot Venus Williams med 7-5, 4-6, 1-6. Senare på sommaren fick hon revansch mot Williams, då hon besegrade titelhållaren i Wimbledonmästerskapen. Samma säsong nådde hon finalen i Los Angeles efter att ha besegrat bland andra Ana Ivanović i kvartsfinalen och Serena Williams i semifinalen. I finalen förlorade hon mot Jelena Dementieva (3-6, 6-4, 4-6).  
I september 2006 nådde Janković semifinalen i US Open. Hon förlorade den mot belgiskan Justine Henin (6-4, 4-6, 0-6).

### 2007
Säsongen 2007 inledde Jankovic med seger i WTA-turneringen i Auckland mot ryskan Vera Zvonareva. I den följande turneringen i Sydney, omedelbart före Australiska öppna, nådde hon finalen, som hon dock förlorade mot Kim Clijsters med 4-6, 7-6, 6-4. Jankovic nådde i efterföljande Australiska öppna åttondelsfinalen som hon förlorade mot den blivande slutsegraren, Serena Williams, med 3-6, 2-6. Vid WTA-turneringen i Charleston semifinalbesegrade hon Venus Williams och i den efterföljande finalen ryskan Dinara Safina (6-2, 6-2). I maj vann hon Italienska öppna genom finalseger över Svetlana Kuznetsova med 7-5, 6-1. I Birmingham i juni finalbesegrade hon Maria Sjarapova. I Wimbledon vann hon mixed dubbel-titeln tillsammans med Jamie Murray.
Från 2007 deltog hon också åter i det serbiska Fed Cup-laget, fram till 2012.

### 2008
I augusti 2008 deltog Janković i olypiska sommarspelen i Peking, där hon nådde kvartsfinal. Den 11 augusti 2008 rankades hon som världsetta i singel.
I september 2008 förlorade Janković finalen i US Open, som andraseedad, med 4-6, 5-7 mot fjärdeseedade Serena Williams.
Sin sjunde singeltitel på touren vann Janković i september i Peking i China Open då hon finalbesegrade Svetlana Kuznetsova i två raka set, 6-4, 6-3. 
Veckan efter, i oktober, tog Janković hem titeln i Stuttgart, Porsche Tennis Grand Prix. I semifinalen mot Venus Williams låg hon i underläge efter första set (6-7), men kunde senare vinna matchen efter att ha tagit hem de resterande seten med 7-5, 6-2. I finalen besegrades Nadia Petrova och Janković kunde bärga hem titeln. Senare i samma månad vann hon Kremlin Cup i Moskva.
I WTA Tour Championships 2008 besegrades Janković i semifinal av Venus Williams. 

### 2009–2010
I april 2009 vann Janković sin tionde WTA-titel i Marbella i Spanien. Nästa titel kom i augusti i Cincinnati. I augusti spelade hon i Tokyo, där hon nådde finalen, men fick ge upp på grund av skada. Även 2009 var hon i semifinal i WTA Tour Championships där hon än en gång besegrades av Venus Williams. Hon hade totalt sett en bra säsong, men förlorade sin världsranking som nummer 1 till Serena Williams. I mars 2010 vann hon sig tolfte WTA-titel på Indian Wells Open i USA. I maj 2010 förlorade hon finalen i Italienska öppna mot María José Martínez Sánchez. Vid Wimbledon sommaren 2010 nådde hon åttondelsfinal. Både 2009 och 2010 slutade hon säsongerna med ranking 8, men periodvis var hennes ranking uppe i 3–4.

### 2011–2012
Under 2011 och 2012 kämpade Janković med spelformen. Hon spelade i fyra WTA-finaler, Monterrey (2011), Cincinnati (2011), Birmingham (2012) och Texas Tennis Open (2012), men blev utan titlar. I Australiska öppna, Franska öppna mästerskapen, US Open och Wimbledon hade hon inte heller någon större framgång. 2012 sjönk hennes ranking för första gången sedan 2007 under topp-10.
2012 representerade hon Serbien i olympiska sommarspelen.

### 2013–2017
2013 började Janković bli i bättre form igen och i februari det året vann hon Copa Colsanitas i Bogotá, Colombia. Samma år spelade hon i ytterligare två WTA-finaler, i Charlestown och i Kina, båda mot Serena Williams, som blev vinnaren i båda finalerna. I WTA Tour Championships 2013 nådde hon semifinal och även där mötte hon Serena Williams. Under året 2013 steg Jankovićs ranking tills hon åter var bland topp-10. i april 2014 var hon åter i final i Copa Colsanitas, där hon denna gång dock besegrades av Caroline Garcia. I mars 2015 spelade hon final i Indian Wells Open mot Simona Halep, som blev den som tog hem titeln. Några månader senare, i september 2015, vann Janković sin fjortonde WTA-titel i Guangzhou. I oktober 2015 vann hon sin femtonde WTA-titel i Hongkong. 
2016 representerade hon tillsammans med Aleksandra Krunić Serbien i damdubbel vid olympiska sommarspelen, men de tog sig inte vidare från första omgången. 2016 deltog hon också i det serbiska Fed Cup-laget. 
Under 2016 började Janković dras med skador och i oktober 2017 genomgick hon en operation för ryggproblem. Hon opererades igen 2018 och missade då hon måste återhämta sig både säsongen 2018 och 2019. Hon spelade sin senaste internationella turnering i augusti 2017. Hon har inte officiellt dragit sig tillbaka, men sade i en intervju 2020 att även om hon är återställd så är hennes återkomst till WTA-touren osäker.

## Grand Slam-finaler, singel (1)

### Finalförluster (1)
| År   | Mästerskap | Finalmotståndare | Resultat |
| 2008 | US Open    | Serena Williams  | 6–4, 7–5 |

## Grand Slam-titlar
- Wimbledonmästerskapen
  - Mixed dubbel – 2007

## Övriga titlar påWTA-touren

### Singel (15)
- 2004 – Budapest
- 2007 – Auckland, Charleston, Rom, Birmingham
- 2008 – Rom, Peking, Stuttgart, Moskva,
- 2009 – Marbella, Cincinnati
- 2010 – Indian Wells
- 2013 – Bogotá
- 2015 - Guangzhou
- 2015 - Hongkong

### Dubbel (2)
- 2006 – Birmingham (med Li Na).
- 2013 – Toronto (med Katarina Srebotnik)